# Cima di Pertegà
La cima di Pertegà (Cime de la Pertègue in francese) è una montagna di 2.404 m s.l.m.  delle Alpi Liguri (sottosezione Alpi del Marguareis). È anche nota come cima di Valcona.

## Descrizione

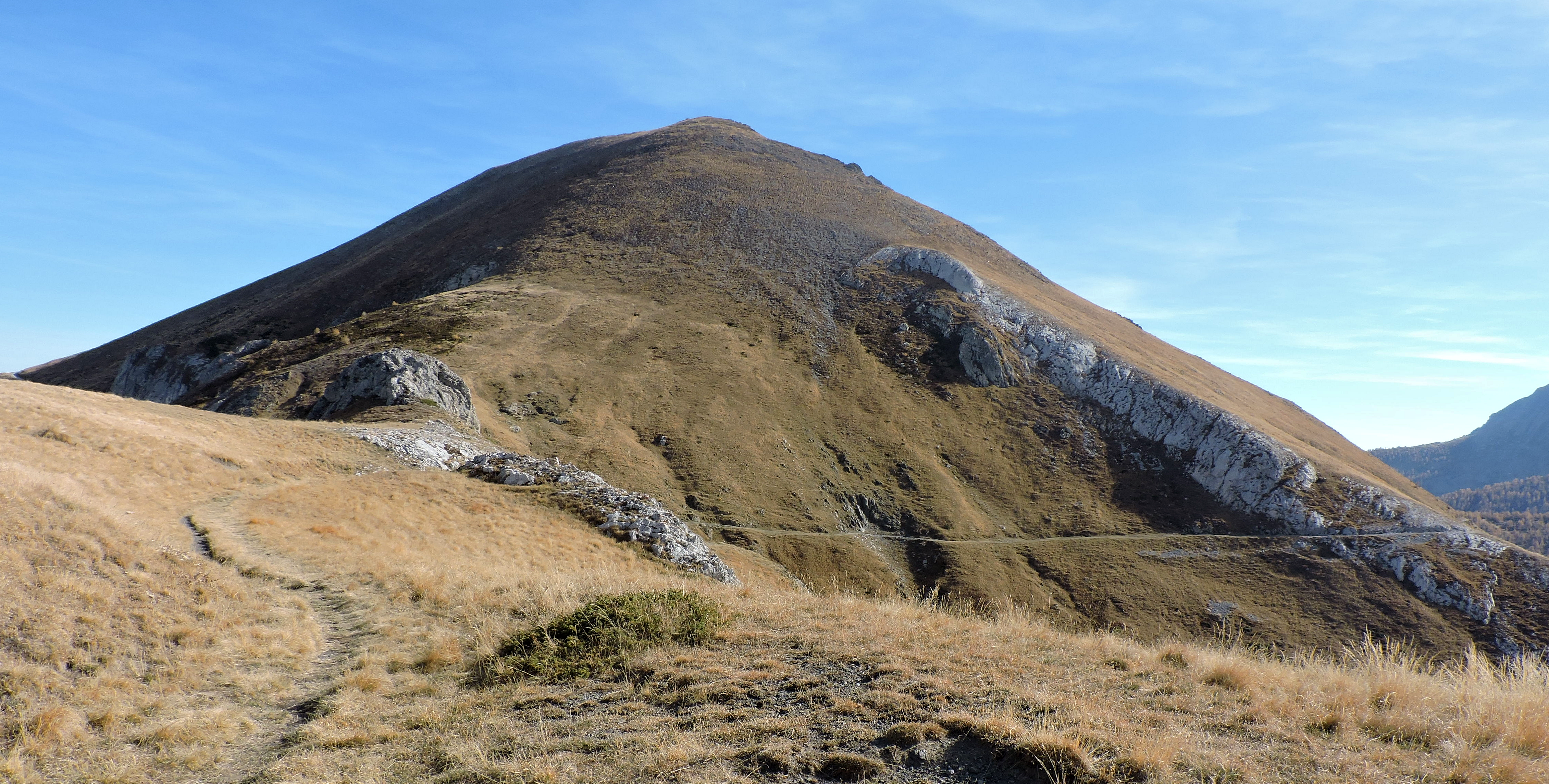
Vista da nord

La montagna fa parte della catena principale alpina ed è situata sullo spartiacque che separa il bacino del Tanaro (a est) dalla valle Roia. Si trova alla convergenza di tre creste. Su quella che si spinge verso nord una sella quota 2.207 da alcuni chiamata Colle di Capoves la separa dalla Cima Capoves (2.260 m), oltre la quale il crinale prosegue con il Colle dei Signori (2.111 m). Ad est una costiera montuosa si stacca dallo spartiacque Tanaro/Roia e prosegue oltre il Passo di Framargal (2.179 m) separando il vallone di Carnino (a nord) dal solco principale della valle dal Tanarello, mentre a sud la cima di Pertegà è divisa dalla Cime de l'Eveque dal profondo intaglio del colle delle Selle Vecchie. La montagna è collocata sul confine di stato tra l'Italia (provincia di Cuneo) e la Francia (dipartimento delle Alpi Marittime). Morfologicamente è caratterizzata da pendii erbosi ripidi e regolari. Per il versante italiano transita a mezza costa la strada ex-militare sterrata Monesi-colle di Tenda. La sua vetta è segnalata da un cippo di confine; poco lontano dal punto culminante si trova un altro cippo con una piccola croce di vetta. La prominenza topografica della vetta è di 293 metri.

## Accesso alla cima

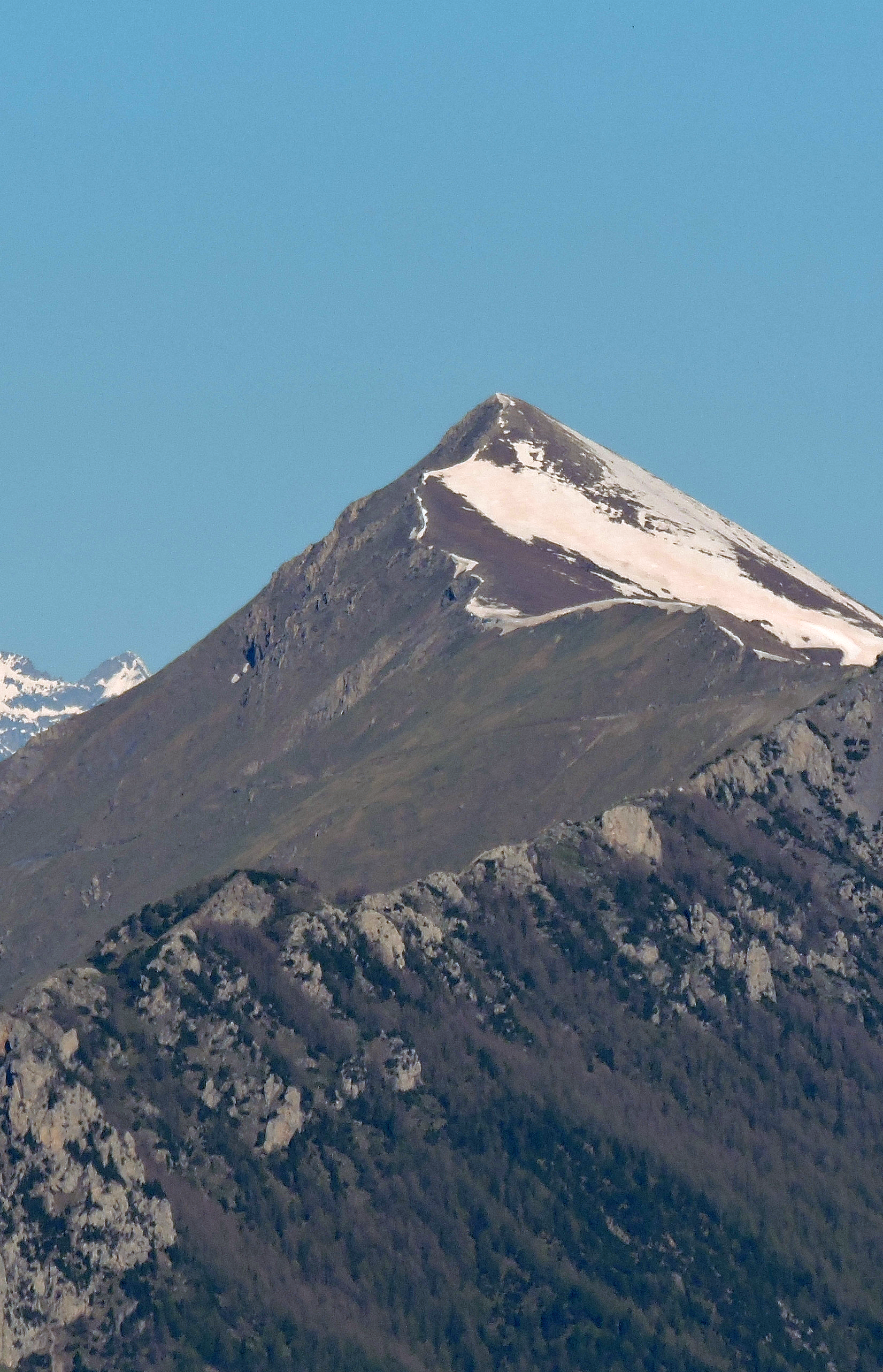
La montagna a inizio giugno vista dal Monte della Guardia.

La Cima di Pertegà può essere raggiunta abbastanza facilmente per tracce di passaggio su crinale erboso dal colle dei Signori, dal Colle delle Selle Vecchie o dal Passo di Framargal, collegati fra loro dalla sterrata ex-militare Monesi-Colle di Tenda. La cima è anche una meta invernale apprezzata dagli scialpinisti.

## Storia
La cima di Pertegà, che un tempo apparteneva completamente all'Italia, è oggi divisa tra Italia e Francia: il trattato di Parigi fa infatti transitare il confine tra le due nazioni per la cima della montagna.
Un tempo era anche chiamata Cima Varcona o Cima Valcona

## Tutela naturalistica
La zona nord-orientale della montagna appartiene al Parco naturale del Marguareis.

## Punti di appoggio
- Rifugio Don Barbera